# ارتش اژه
ارتش اژه (انگلیسی: Aegean Army) یا ارتش چهارم ترکیه یکی از چهار تشکیلات اصلی نیروی زمینی ترکیه است. این ارتش تمام سواحل غربی شبه‌جزیره آناتولی را پوشش می‌دهد و ستاد مرکزی آن در ازمیر قرار دارد. این ارتش در دهه ۱۹۷۰ در پاسخ به تنش‌های سیاسی ترکیه با یونان (مناقشه جاری اژه و مشکل قبرس) سازماندهی شد.
مأموریت اعلام شده ارتش اژه محافظت از قلمرو ترکیه در سواحل غربی آن است. این مأموریت علیه تهدیدی است که از مسلح شدن جزایر دریای اژه توسط یونان ناشی می‌شود. از سوی دیگر، یونان حضور ارتش اژه را تهدیدی برای جزایر خود می‌داند و قابلیت‌های تهاجمی قوی منتسب به ارتش اژه و همچنین موقعیت جغرافیایی در معرض دید و منزوی جزایر را که ۵ جزیره پرجمعیت آن چند صد کیلومتر از سرزمین اصلی یونان فاصله دارند، اما تنها ۲ تا ۳ کیلومتر از سرزمین ترکیه فاصله دارند، به عنوان دلایل نگرانی ذکر می‌کند. منابع یونانی به ویژه به نیروهای آبی-خاکی قوی که توسط ارتش اژه نگهداری می‌شوند، به عنوان شاخصی از ماهیت تهاجمی آن اشاره می‌کنند. ترکیه با بیان اینکه این ارتش علاوه بر ماهیت دفاعی، «اساساً یک ارتش آموزشی» است، به چنین نگرانی‌هایی پاسخ داده است.